# Наводнение в Чехии (2024)
Наводнение в Чехии 2024 года началось в пятницу 13 сентября 2024 года в результате затяжных проливных дождей, начавшихся после прихода циклона «Борис» из Средиземного в Адриатическое море. В начале недели температура на территории Центральной Европы резко упала в результате столкновения двух атмосферных фронтов, после чего начались дожди. Дожди затронули большую часть территории Чехии, все прилегающие к ней страны (Австрию, Германию, Польшу, Словакию), а также Хорватию и Румынию.
На 262 гидрологических постах на территории Чехии был зафиксирован один из уровней активности наводнений. Было остановлено движение на десятках железнодорожных путей и дорог. Вода также проникла в пражское метро (в связи с реконструкцией потолочной плиты в вестибюле станции «Музеум» при строительстве трамвайной линии на Вацлавской площади), но его работа не была прервана. Десятки тысяч домохозяйств остались без электричества, а в субботу 15 сентября количество домохозяйств без электричества достигло четверти миллиона. Были отменены десятки культурных и спортивных мероприятий.

## Причины
На количество осадков также существенно повлиял сильный ветер, который усилил наветренное воздействие на чешские горы. Примером могут служить горы Есеники, на хребтах и наветренных участках которых за период со среды по понедельник выпало самое большое количество осадков, даже более 500 мм. Сумма многодневных осадков в Есениках примерно соответствовала паводковой ситуации в июле 1997 года, последующие экстремальные паводки локально превысили потоки 1997 года.

## Ход событий
В среду 11 сентября 2024 года Чешский гидрометеорологический институт (чеш. Český hydrometeorologický ústav) опубликовал предупреждение о сильных продолжительных дождях, которые начались 12 сентября, и продлились до 15 сентября. Дожди прошли по всей территории Чехии, за исключением Карловарского края и ряда районов Устецкого и Пльзенского края. Ситуация осложнилась сильным ветром, который стал причиной падения деревьев и оползней в связи с переувлажнением почвы. Хуже всего ситуация должна сложиться в районе Есеник Оломоуцкого края, где по оптимистическому сценарию должно выпасть 395 мм осадков, по негативному сценарию - 452 мм. Под угрозой находились не только территории вблизи рек, но также долины и склоны, где ливневые паводки нанесли ущерб . Институт также подчеркнул, что ситуация может быть аналогична подобным наводнениям в 1997 и 2002 годах.
В тот же день часть министров правительства Чешской Республики, первый вице-премьер, министр внутренних дел Вит Ракушан, министр окружающей среды Петр Гладик, министр сельского хозяйства Марек Волны провели пресс-конференцию, на которой предупредили людей о приближающейся природной катастрофе, а также заявили о том, что правительство принимает все необходимые меры для уменьшения возможных потерь (координация работы с полицией, пожарными, спасателями, а также с представителями местного самоуправления — мэрами и гетманами).
В субботу 14 сентября в двух краях Чехии (Оломоуцкий и Моравско-Силезский край) было объявлено «положение опасности» для эффективной работы спасательных служб. Начались также превентивные эвакуации из мест возможного наводнения. Премьер-министр Петр Фиала призвал граждан соблюдать распоряжения спасательных служб и представителей местного самоуправления.
В воскресенье на всей территории Чехии было эвакуировано свыше 12 тысяч человек. В понедельник эвакуацию объявили в некоторых районах Остравы, третьем по численности населения городе Чехии. Почти полностью были затоплены город Крнов и большая часть Моравско-Силезского края, а также Литовель в Оломоуцком крае. 55 точек измерения зафиксировали столетний уровень воды. Вечером в понедельник состоялось внеочередное заседание правительства Чехии, на котором присутствовал президент Петр Павел. Среди возможных вопросов помимо решения ликвидации последствий наводнения, обсуждался вопрос о возможном переносе региональных выборов и выборов в Сенат, которые состоялись в ближайшие пятницу и субботу (20 и 21 сентября). В тот же день полиция Моравско-Силезского края зафиксировали первый случай попытки мародёрства. Днём премьер-министр и первый вице-премьер посетили район Есеника, где встретились с представителями местного самоуправления. Вечером после заседания правительство сообщило о том, что одобрило размещение солдат и техники в районах Чехии, пострадавших от наводнения. В период с 17 сентября по 31 октября будет призвано до 2000 солдат. Правительство также подтвердило, что выборы состоятся в назначенные даты.

## Пострадавшие области
Больше всего пострадали восточные края Чехии, а именно её исторические земли Моравия и Силезия.
- Оломоуцкий край: Есеник, Литовель;
- Моравско-Силезский край: Опава, Чески-Тешин, Нови-Йичин, Крнов, Богумин, Острава (где прорвало речную плотину в месте слияния рек Опава и Одра[31]);
- Южно-Моравский край: Жидлоховице;
- Либерецкий край: Фридлант;
- Пардубицкий край: Хрудим;
- Южно-Чешский край: Весели-над-Лужници;
- Злинский край: Угерски-Брод, Валашске-Мезиржичи.

## Погибшие и пострадавшие
С 14 сентября пропали без вести четыре человека — трое после падения автомобиля в реку Старич в деревне Липова-Лазне в районе Есеник. Один мужчина упал в разлившийся Янковицкий ручей в районе Угерске-Градиште.
В понедельник 16 сентября был подтверждён первый случай смерти, число пропавших без вести увеличился до 7 человек. Вечером того же дня были подтверждены ещё два случая смерти.
В среду 18 сентября был подтверждён пятый случай смерти связанный с наводнением, а также сообщено о 8 пропавших без вести.

## Международная помощь
Украина предложила как кадровую, так и материальную помощь в ликвидации последствий наводнения. Свою помощь также предложили Словакия, Республика Косово, Литва, Северная Македония, США, Греция и Словения.
В свою очередь Армия Чешской Республики отправила вертолёт для оказания помощи при наводнениях в соседней Польше.